# P-adiska tal
Inom matematiken är de p-adiska talen, där p är ett primtal, en utvidgning av de rationella talen som har andra egenskaper än den utvidgning som inför de reella talen. Detta genomförs med hjälp av en alternativ definition av absolutbelopp.
De introducerades av den tyska matematikern Kurt Hensel, primärt med avsikten att införa koncept från matematiska serier till talteorin. Sedermera har det utvecklats en gren av matematisk analys för de p-adiska talen.
Formellt är för varje primtal p kroppen {\displaystyle \mathbb {Q} _{p}} ett fullständigt metriskt rum med en topologi. Detta innebär att varje Cauchyföljd konvergerar mot en punkt i {\displaystyle \mathbb {Q} _{p}}. Denna egenskap är anledningen till att de p-adiska talen är användbara. 
p:et i p-adisk är en variabel som kan ersättas med en konstant (till exempel de "2-adiska talen") eller en annan variabel (för till exempel de "i-adiska talen").

## Konstruktion

### Analytiskt
De reella talen kan konstrueras från de rationella talen {\displaystyle \mathbb {Q} } som ekvivalensklasser av Cauchyföljder av rationella tal. Detta tillåter oss till exempel att skriva 1,000... = 0,999.... Men detta beror på metriken, och om man väljer en annan metrik än den vanliga metriken kan man konstruera andra talsystem än det reella. 
För varje p definieras den p-adiska normen | · |p på följande vis: För varje nollskilt rationellt tal x finns det enligt aritmetikens fundamentalsats ett unikt värde på n för vilket man kan skriva x = pn(a/b) där inget av heltalen a och b är delbara med p. Då definieras |x|p som p-n. Vi definierar också |0|p=0. 
Till exempel, om x = 440/819 = 23 3-2 5 7-1 11 13-1.
{\displaystyle \displaystyle |x|_{2}=2^{-3}=1/8\,\!}
{\displaystyle \displaystyle |x|_{3}=3^{2}=9\,\!}
{\displaystyle |x|_{5}=5^{-1}=1/5\,\!}
{\displaystyle \displaystyle |x|_{7}=7\,\!}
{\displaystyle |x|_{11}=11^{-1}=1/11\,\!}
{\displaystyle \displaystyle |x|_{13}=13\,\!}
{\displaystyle |x|_{\text{alla andra primtal}}=1\,\!}
Som synes gör definitionen att normen för ett tal som innehåller en stor potens av p har ett lågt värde på dess p-adiska norm.
Det visar sig att definitionen uppfyller alla nödvändiga egenskaper för en icke-arkimedisk norm. Vidare gäller enligt Ostrowskis sats att varje icke-trivial norm i {\displaystyle \mathbb {Q} } är ekvivalent till antingen den euklidiska normen eller någon p-adisk norm. Den p-adiska normen definierar en metrik i {\displaystyle \mathbb {Q} } genom att definiera
{\displaystyle \operatorname {d} _{p}(x,y)=|x-y|_{p}}
Då kan kroppen {\displaystyle \mathbb {Q} _{p}} definieras som kompletteringen av det metriska rummet {\displaystyle (\mathbb {Q} ,\operatorname {d} _{p})}. Dess element är ekvivalensklasser av Cauchyföljder där två följder {\displaystyle a_{n}} och {\displaystyle b_{n}} representerar samma tal om {\displaystyle \operatorname {d} _{p}(a_{n},b_{n})\rightarrow 0,\ n\rightarrow \infty }. Därigenom får vi ett komplett metriskt rum som också är en kropp och innehåller {\displaystyle \mathbb {Q} } som delmängd.

### Algebraiskt
För att konstruera de p-adiska talen algebraiskt definierar man först ringen av p-adiska heltal, och sedan konstruera kroppen av bråk för att erhålla kroppen av p-adiska tal. 
Vi börjar med den inversa gränsen av ringarna Z/pnZ. Ett p-adiskt heltal är då en följd (an)n≥1 sådan att an är i Z/pnZ och om n < m så är an ≡ am (mod pn).
Varje naturligt tal m definierar en sådan följd (an) genom an = m mod pn och kan därmed ses som ett p-adiskt heltal. Till exempel skulle talet 35 som ett 2-adiskt heltal kunna skrivas som följden (1, 3, 3, 3, 3, 35, 35, 35, …).
Operatorerna på ringen innebär elementvis addition och multiplikation av sådana följder. Detta är väldefinierat eftersom addition och multiplikation kommuterar med modulooperatorn. 
Vidare har varje följd (an) där det första elementet är skilt från 0 en invers. I så fall är för varje n an och p koprima, och därmed an och pn relativt prima. Då har varje an en invers modulo pn och följden av dessa inverser, (bn), är den sökta inversen av an. Till exempel, betrakta det p-adiska heltal som motsvarar heltalet 7; som ett 2-adiskt tal skulle det skrivas (1, 3, 7, 7, 7, ...). Talets invers skulle skrivas som en oändlig, ökande följd (1, 3, 7, 7, 23, 55, 55, 189, ...). Detta 2-adiska tal har inget motsvarande naturligt tal. 

## p-adisk utveckling
Om p är ett fixerat primtal kan varje positivt heltal skrivas i en utveckling i basen p på formen
{\displaystyle \sum _{i=0}^{n}a_{i}p^{i}}
där ai är heltal i mängden {0, 1,..., p - 1}. Till exempel är den binära utvecklingen av 35 lika med 1·25 + 0·24 + 0·23 + 0·22 + 1·21 + 1·20 som ofta skrivs på kortformen 1000112. 
Det kända sättet att utvidga dessa tal till de rationella och reella talen att använda summor på formen
{\displaystyle \pm \sum _{i=-\infty }^{n}a_{i}p^{i}.}
Cauchyföljder ger en väldefinierad betydelse till summor med absolutbeloppet som metrik. Därmed kan till exempel 1/3 uttryckas i bas 5 som gränsvärdet av talföljden 0.1313131313...5. I denna formel är heltalen de tal för vilka ai = 0 för alla i < 0.
Alternativt kan man utvidga utvecklingarna i bas p genom att tillåta oändliga summor på formen
{\displaystyle \sum _{i=k}^{\infty }a_{i}p^{i}}
där k är något, inte nödvändigtvis positivt, heltal. Då erhålls de p-aiska utvecklingarna som definierar kroppen {\displaystyle \mathbb {Q} _{p}} av p-adiska tal. De p-adiska tal för vilka ai = 0 för alla i < 0 kallas de p-adiska heltalen. Det p-adiska heltalen bildar en delring av {\displaystyle \mathbb {Q} _{p}} vilken kallas {\displaystyle \mathbb {Z} _{p}}. 
I motsats till de reella talen, där utvecklingen kan vara hur lång som helst åt höger, så kan alltså de p-adiska talens utveckling vara hur lång som helst åt vänster. Till exempel är den p-adiska utvecklingen i bas 5 av 1/3 lika med ...1313132, alltså gränsvärdet av följden 2, 32, 132, 3132, 13132,... . Multiplicerar man denna oändliga summa med 3 i bas 5 erhålls ...0000001. Eftersom det inte finns några negativa potenser av 5 i den här utvecklingen, så kan vi se att 1/3 är ett p-adiskt heltal i bas 5. 

### Kongruenser modulopn
De p-adiska talen har stora analogier med att lösa kongruenser modulo pn. Betrakta ekvationen {\displaystyle x^{2}\equiv 25{\pmod {p^{n}}}} och låt {\displaystyle p=3}. Den första lösningen, {\displaystyle x\equiv 5{\pmod {p^{n}}}} har för ökande n lösningarna:
{\displaystyle x\equiv 2{\pmod {3}}}
{\displaystyle x\equiv 5=2+3{\pmod {9}}}
{\displaystyle x\equiv 5=2+3{\pmod {27}}}
{\displaystyle x\equiv 5=2+3{\pmod {81}}}
{\displaystyle \ldots }
Ekvationen har för större n samma lösningar. Detta ger den 3-adiska utvecklingen av {\displaystyle x=5=2\cdot 3^{0}+1\cdot 3^{1}}.
Den andra lösningen {\displaystyle x\equiv -5{\pmod {p^{n}}}} uppträder däremot på ett annat sätt för växande n.
{\displaystyle x\equiv -5\equiv 1{\pmod {3}}}
{\displaystyle x\equiv -5\equiv 4=1+3{\pmod {9}}}
{\displaystyle x\equiv -5\equiv 22=1+3+2\cdot 9{\pmod {27}}}
{\displaystyle x\equiv -5\equiv 76=1+3+2\cdot 9+2\cdot 27{\pmod {81}}}
{\displaystyle \ldots }
Återigen ger detta den 3-adiska utvecklingen. Men här är utvecklingen oändlig; man kan fortsätta att finna lösningar modulo pn hur länge som helst. {\displaystyle x=-5=1\cdot 3^{0}+1\cdot 3^{1}+2\cdot 3^{2}+2\cdot 3^{3}+\ldots }
Heltalet -5 representeras alltså av följden (1, 4, 22, 76, ...) i det 3-adiska talsystemet.

## Rationell aritmetik
Hehner och Horspool föreslog 1979 användningen av p-adiska tal för att representera rationella tal i datorer. Den främsta fördelen med en sådan lagringsmetod vore att addition, subtraktion och multiplikation skulle kunna beräknas snabbt och effektivt, och division än enklare. Tyvärr uppstår det problem om stora tal finns i täljaren eller nämnaren; till exempel, om 2n - 1 är ett Mersenneprimtal krävs det 2n - 1 bitar för att representera dess reciprok.